# Nordepirus

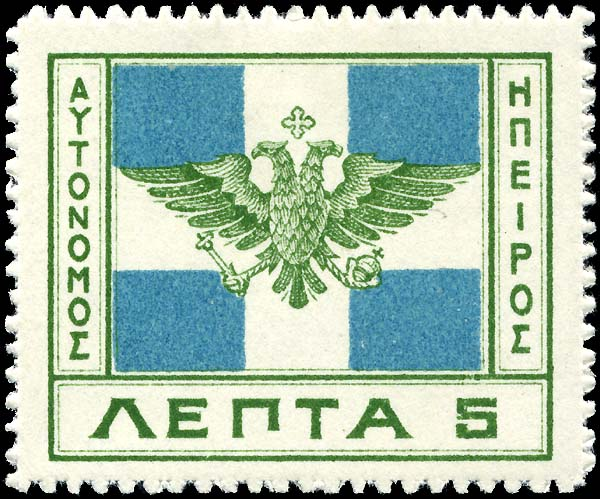
Flagge der griechischen autonomen Republik Nordepirus auf einer Briefmarke der Autonomieregierung aus dem Jahr 1914

Nordepirus (albanisch Epir/-i i Veriut oder Epir/-i Verior; griechisch Βόρεια Ήπειρος Vória Í̱piros) ist der griechische Begriff für ein Gebiet Albaniens, das sich zwischen der Linie Korça – Himara und der griechischen Grenze erstreckt. In einigen Gegenden gibt es dort eine griechischsprachige Minderheit.
1913 wurde die historische Region Epirus zwischen Griechenland und Albanien geteilt. Die griechische Bevölkerung im nunmehr albanischen Norden rief 1914 eine eigene Republik Autonomes Epirus aus, die möglichst bald mit Griechenland vereinigt werden sollte. Griechenland besetzte noch im selben Jahr das Gebiet. Nach dem Ersten Weltkrieg fiel Nordepirus endgültig an den albanischen Staat.

## Geschichte

### Historischer Hintergrund
| Religion  | Bevölkerung |
| --------- | ----------- |
| Orthodoxe | 128.000     |
| Muslime   | 95.000      |

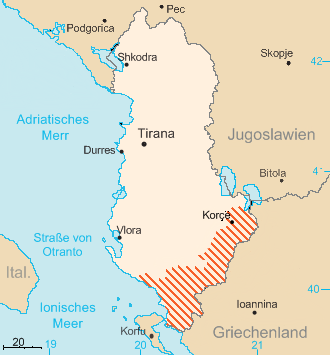
Von Griechenland bis 1923 besetzte Gebiete Albaniens

Nach 1900 konkurrierten zwei nationale Bewegungen um Epirus, und beide beanspruchten das gesamte Land von Himara im Norden bis Preveza im Süden, vom Ionischen Meer im Westen bis hin zum Prespasee im Osten für sich. In den meisten Gegenden aber lebten Griechen und Albaner, Christen und Muslime nebeneinander. Außerdem gab es eine Reihe von ethnischen Minderheiten: die im ganzen Land verbreiteten Walachen, die kleine türkische Gemeinde in Ioannina und schließlich die jüdische Gemeinde in Korça.
1908 übernahmen die Jungtürken die Macht in Konstantinopel. Diese reformorientierte Bewegung hatte anfangs auch unter den Albanern in Epirus Anhänger, nicht zuletzt weil man sich Schutz vor dem anwachsenden bewaffneten Widerstand der Griechen versprach. Freischärler versuchten zu dieser Zeit, einen Aufstand in Epirus anzuzetteln, um den Anschluss der Provinz an das griechische Mutterland zu beschleunigen. Als aber die Jungtürken im folgenden Jahr einen aggressiv nationalistischen Kurs einschlugen, gingen die Albaner zu ihnen auf Distanz. Geschwächt durch Aufstände in den meisten europäischen Provinzen und durch den Krieg in Libyen, verloren das osmanische Militär und die Gendarmerie im Laufe des Jahres 1911 auch in Epirus zusehends die Kontrolle. In verschiedenen Regionen operierten griechische und albanische Freiheitskämpfer.
Ende 1912 wurde die Unabhängigkeit Albaniens ausgerufen und international anerkannt. Die zunächst weiter unter osmanischer Herrschaft stehenden, zum Teil von Griechen besiedelten nördlichen Teile der Landschaft Epirus wurden im Frühjahr 1913 von griechischen Truppen besetzt; als Generalgouverneur setzte die griechische Regierung den früheren Außenminister Georgios Christakis-Zografos ein. Es kam zu Gewaltakten gegenüber der lokalen albanischen Bevölkerung und albanische Dörfer wurden von einzelnen griechischen Truppenverbänden in Brand gesetzt.
Während dann 1913 eine internationale Kommission den Grenzverlauf der künftigen Staaten bestimmen sollte, kam es vielerorts zu propagandistischen Versuchen der griechischen Regierung, die Kommissionäre bei ihrer Arbeit zu beeinflussen. So berichtet der Kapitän Leveson Gower:

„Die Grenzkommission erreichte in der Nacht ein Dorf, wo sie ein Griechisch sprechender Mann erwartete und wo sie die Glocken einer Kirche hörten, die orthodox zu sein schien. Ohne Zweifel würden sie einen solchen unangefochtenen Beweis als wahr halten. Doch unglücklicherweise kam ins Dorf ein Kavasis (bewaffneter Wächter) und versicherte der Kommission, dass es im Dorf sowohl keinen griechischen Fuß wie auch keine Kirche gibt. Es wurde entdeckt, dass die Griechen in Eile eine Glocke auf einer Baumkrone gesetzt hatten und sie stark schlugen, um den europäischen Vertretern eins auszuwischen.“

Schließlich wurden im Dezember 1913 von den Großmächten England, Frankreich, Österreich-Ungarn, Deutschland, Italien und Russland im Friedensvertrag von London die Grenzen des neuen Staates so festgelegt, dass die nördlichen Teile der Landschaft Epirus an Albanien fielen.

### Autonomiebewegung (1914)

#### Unabhängiger Staat: Autonome Republik Nordepirus

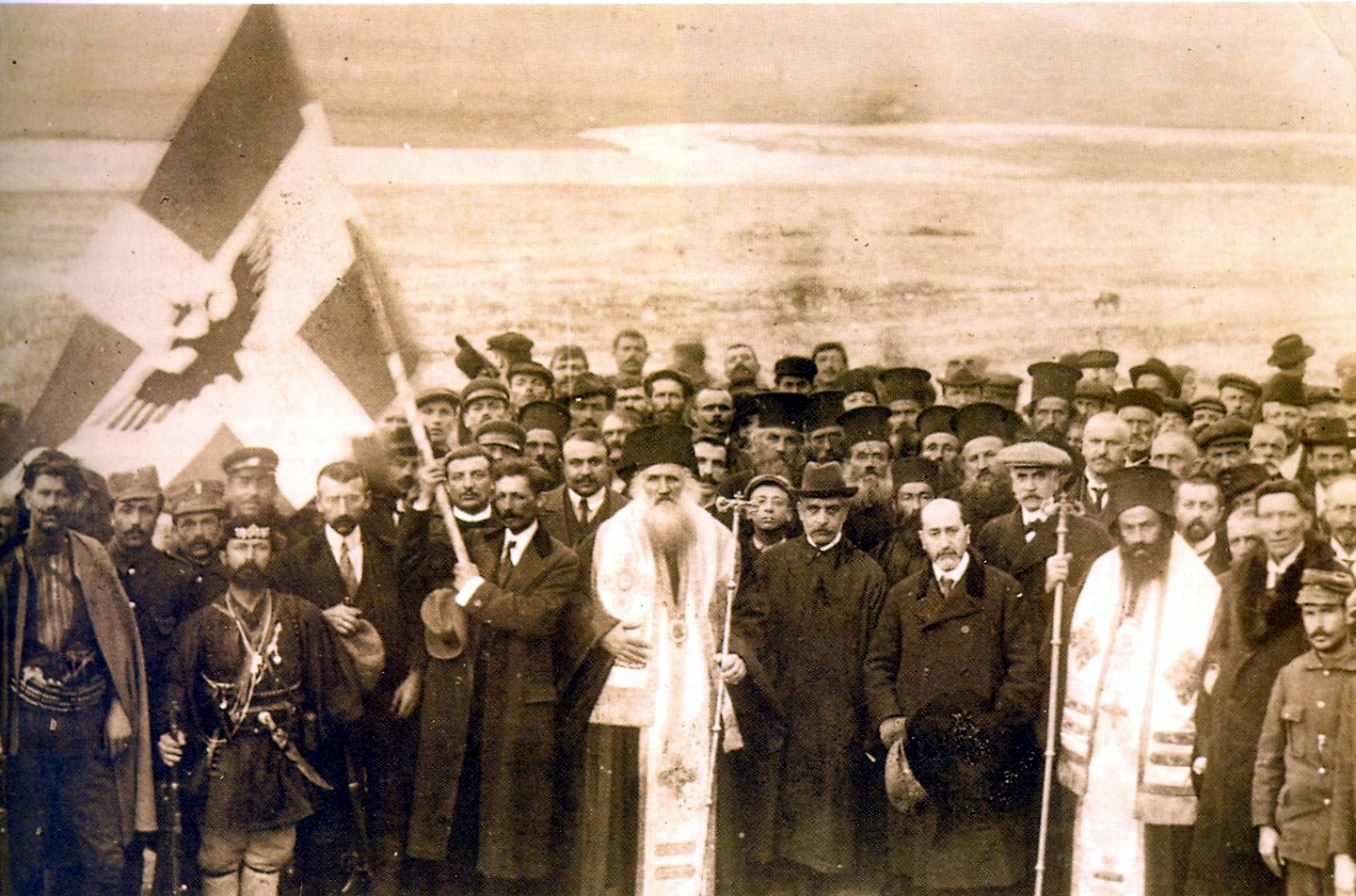
Deklaration der nordepirotischen Unabhängigkeit am 1. März 1914 in Gjirokastra

Ende Januar 1914 forderten die Großmächte Griechenland auf, seine Truppen aus Nordepirus abzuziehen. Als Druckmittel diente die Drohung, dass andernfalls die griechischen Forderungen auf Lesbos, Chios und Samos nicht anerkannt würden. Nach dem Abzug Griechenlands wurde von griechischen Einwohnern am 28. Februar 1914 eine provisorische Regierung für Nordepirus eingesetzt, die am darauffolgenden Tag die unabhängige Autonome Republik Nordepirus ausrief. Als Premierminister fungierte Georgios Christakis-Zografos. Hauptstadt des neuen Staates war Gjirokastra, weiter gehörten unter anderem Himara, Kolonja, Përmet und Saranda zum kontrollierten Gebiet. Im März wurden eigene Briefmarken verausgabt. Militärisch konnte sich der neue Staat mit Hilfe von Freiwilligen aus Griechenland (vor allem aus Kreta) gegen das instabile Albanien behaupten.

#### Protokoll von Korfu – Nominelle Autonomie innerhalb Albaniens

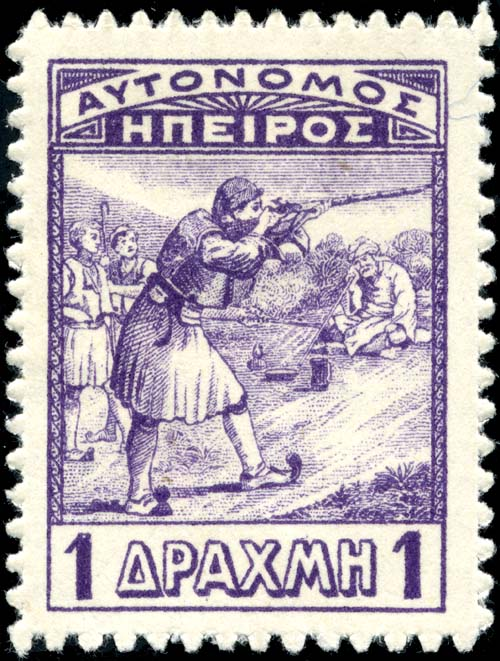
Briefmarke der griechischen Autonomieregierung

Ende April 1914 stimmte Albanien Verhandlungen über den künftigen Status für Nordepirus zu. Im Mai 1914 wurde von Griechenland, Albanien und den Großmächten das Protokoll von Korfu unterzeichnet, das zwar das Ende der vollen staatlichen Unabhängigkeit des Nordepirus bedeutete, jedoch eine weitreichende Autonomie – unter der Souveränität Albaniens – vorsah. Nordepirus erhielt das Recht, eigene Streitkräfte auszurüsten, und als Amtssprache wurde Griechisch festgelegt. Nach wie vor wurden eigene Briefmarken verausgabt. Die Privilegien der Griechisch-orthodoxen
Kirchengemeinden wurden bestätigt, unterstellt waren diese Gemeinden dem Ökumenischen Patriarchat von Konstantinopel. Deren Schulunterricht war in griechischer Sprache vorgesehen.

### Erster Weltkrieg und Zwischenkriegszeit (1915–1939)
Ende 1914 wurde Nordepirus von griechischen Truppen besetzt und 1915 an Griechenland angeschlossen. Nach dem Ersten Weltkrieg konnte sich Griechenland mit seinen Forderungen um Nordepirus nicht durchsetzen. Der Völkerbund, in den Albanien 1920 aufgenommen wurde, drängte Italien und Griechenland auf Anerkennung der Grenzen Albaniens, was 1921 geschah.
In einem Verfahren vor dem Internationalen Schiedsgerichtshof in Den Haag beriefen sich Einwohner des Nordepirus mit Erfolg auf das Protokoll von Korfu und erzwangen 1935 die Wiedereinführung griechischer Schulen.

### Zweiter Weltkrieg (1939–1945)

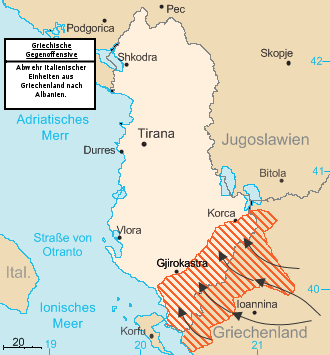
Kriegsgebiet in Epirus 1940/41

1939 wurde Nordepirus mit ganz Albanien vom faschistischen Italien besetzt. In Nord-Epirus formierten sich im Oktober 1940 die italienischen Truppen zum Überfall auf Griechenland. Die Griechen konnten den Angriff zurückschlagen und es gelang ihnen im Dezember 1940 bis nach Himara, Gjirokastra und Korça vorzustoßen. Nachdem Griechenland mit Hilfe der deutschen Wehrmacht im Mai 1941 besiegt worden war, kamen Nordepirus sowie Südepirus unter italienisches Besatzungsregime.

### Kommunistische Diktatur (1945–1991)
1944 wurde Albanien von der faschistischen Fremdherrschaft befreit und eine kommunistische Diktatur unter Enver Hoxha errichtet. Die Vorkriegsgrenzen wurden wiederhergestellt. Im Jahr 1965 wurden alle orthodoxen Kirchen geschlossen und die Religionsausübung verboten. Albanien wurde als der erste atheistische Staat der Welt proklamiert. Der Gebrauch der Muttersprache war den Angehörigen lediglich im Bereich ausgewiesener Minderheitengebiete (im Gebiet von Gjirokastra und Saranda) gestattet. Von den 1946 existierenden 79 Elementarschulen der griechischen Minderheit wurden daher die meisten im Laufe der Jahre geschlossen. Für die ersten vier Jahre der Elementarschule war die Unterrichtssprache sowohl Griechisch als auch Albanisch. Jedoch waren die griechischen Schulbücher nur Übersetzungen der albanischen Lehrmittel, damit war minderheitseigene Geschichte, Geographie und Kultur als Unterrichtsstoff ausgeklammert geblieben. Ab der 5. Klasse sowie in allen weiterführenden Bildungseinrichtungen war Albanisch die einzige Unterrichtssprache. Den freien Gebrauch der griechischen Sprache behinderte schließlich auch der fehlende Kontakt zu Griechenland, da die albanisch-griechische Grenze hermetisch geschlossen war.

### Transformationsprozess
Auch wenn die Regierungen Albaniens und Griechenlands beschwichtigen, gibt es immer noch vereinzelt nationalistische Splittergruppen, die eine „Befreiung“ des Nordepirus bzw. der dort lebenden Griechen anstreben. Für Aufsehen sorgte im Jahr 1994 ein Überfall der von Griechenland aus operierenden Befreiungsfront für Nordepirus auf eine Kaserne in Albanien. 1999 wurde in den USA eine selbsternannte „The Government of Epirus in Exile“ gegründet, diese wird jedoch von keinem Staat anerkannt und hat eher Vereinscharakter.

## Die griechische Minderheit in Albanien und die Nordepirus-Frage

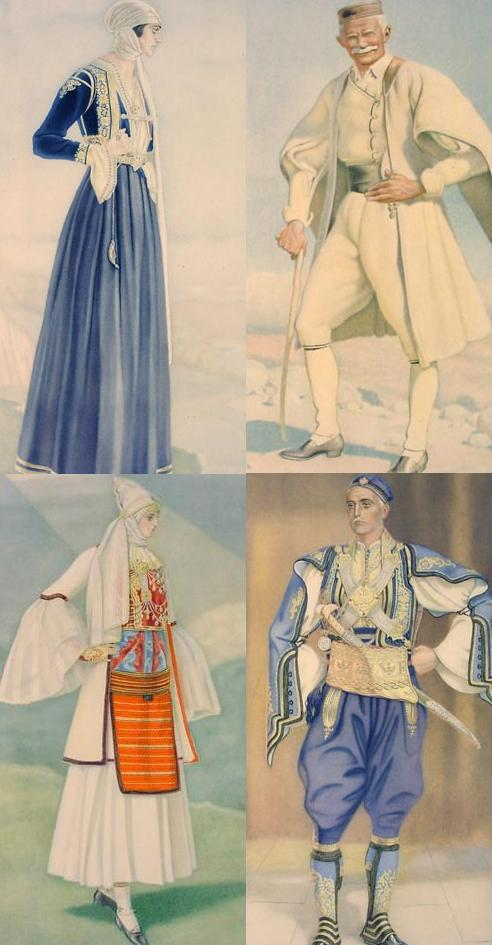
Griechische Trachten von Nordepirus

Allgemein anerkannt ist, dass die 1989 ermittelte Zahl von knapp 60.000 ethnischen Griechen in Albanien zu niedrig angesetzt war, umgekehrt aber die Forderung Griechenlands nach 250.000 bis 400.000 Angehörigen der griechischen Minderheit als Fortschreibung alter Religionsstatistiken genauso irreal war. Beobachter aus westlichen Ländern gingen unter Berücksichtigung der Wahlergebnisse der Jahre 1991–1992 von etwas mehr als 100.000 Personen  bis 200.000 aus. Rund 40 bis 70 Prozent der Griechen sind in der Folge aus Albanien ausgewandert, so dass die Zahl heute viel tiefer liegen dürfte. Trotz der starken wirtschaftlich motivierten Emigrationsbewegung nach Griechenland sind die Griechen immer noch die zahlenmäßig größte Minderheit Albaniens.
Griechen leben vorrangig in den südalbanischen Kreisen Saranda, Delvina, Gjirokastra und Vlora, doch sind viele, ehemals hauptsächlich von Griechen bewohnte Dörfer heute verwaist oder nur noch von älteren Menschen bewohnt.
Die Griechen wurden schon zu kommunistischen Zeiten als ethnische Gruppe offiziell anerkannt und haben im heutigen Albanien keine direkten Nachteile zu erleiden. In den 1990er Jahren ist es rund um die Minderheitenfragen wiederholt zu Spannungen zwischen Griechenland und Albanien gekommen (Siehe auch: Çamen). Diese Probleme sind heute größtenteils beigelegt. Soweit für griechischsprachige Klassen genügend Schüler vorhanden sind, gibt es griechischen Schulunterricht. Und an der Universität von Gjirokastra werden Unterrichtsgänge auf Griechisch angeboten, es gibt griechische Radiosendungen und auch mit den Lokalbehörden kann Griechisch kommuniziert werden. Dörfer mit griechischer Mehrheit sind zweisprachig angeschrieben. Insbesondere in Himara gibt es immer wieder politische Spannungen zwischen griechischstämmigen Politikern und albanischen Behörden.
Als Organisation der Griechen in Albanien wurde 1991 der Demokratische Bund der griechischen Minderheit (kurz Omonoia) gegründet. In der Folgezeit kam es zu Spannungen zwischen Griechenland und Albanien, die ihre Ursachen sowohl in außenpolitischen (Kreditblockade Albaniens durch Griechenland, Überfall griechischer Freischärler auf albanische Militäreinrichtung, Rückführung albanischer Arbeitsemigranten) wie innenpolitischen (Schul- und Kirchenstreit) Umständen hatten.
Seit 1995 sind nahezu alle diese Streitigkeiten beigelegt, wozu die von Griechenland gewährte wirtschaftliche Hilfe wie umgekehrt die völlige Anerkennung des Minderheitenstatus des griechischen Bevölkerungsanteils durch die albanische Regierung beigetragen haben.
2023 lebten 23.485 Griechen in Albanien (Volkszählung 2023). 2011 wurden bei der Volkszählung landesweit 24.243 ethnische Griechen gezählt. Griechisch als Muttersprache gaben jedoch nur 15.196 Personen an.